# Lloyd’s of London

Logo von Lloyd’s of London

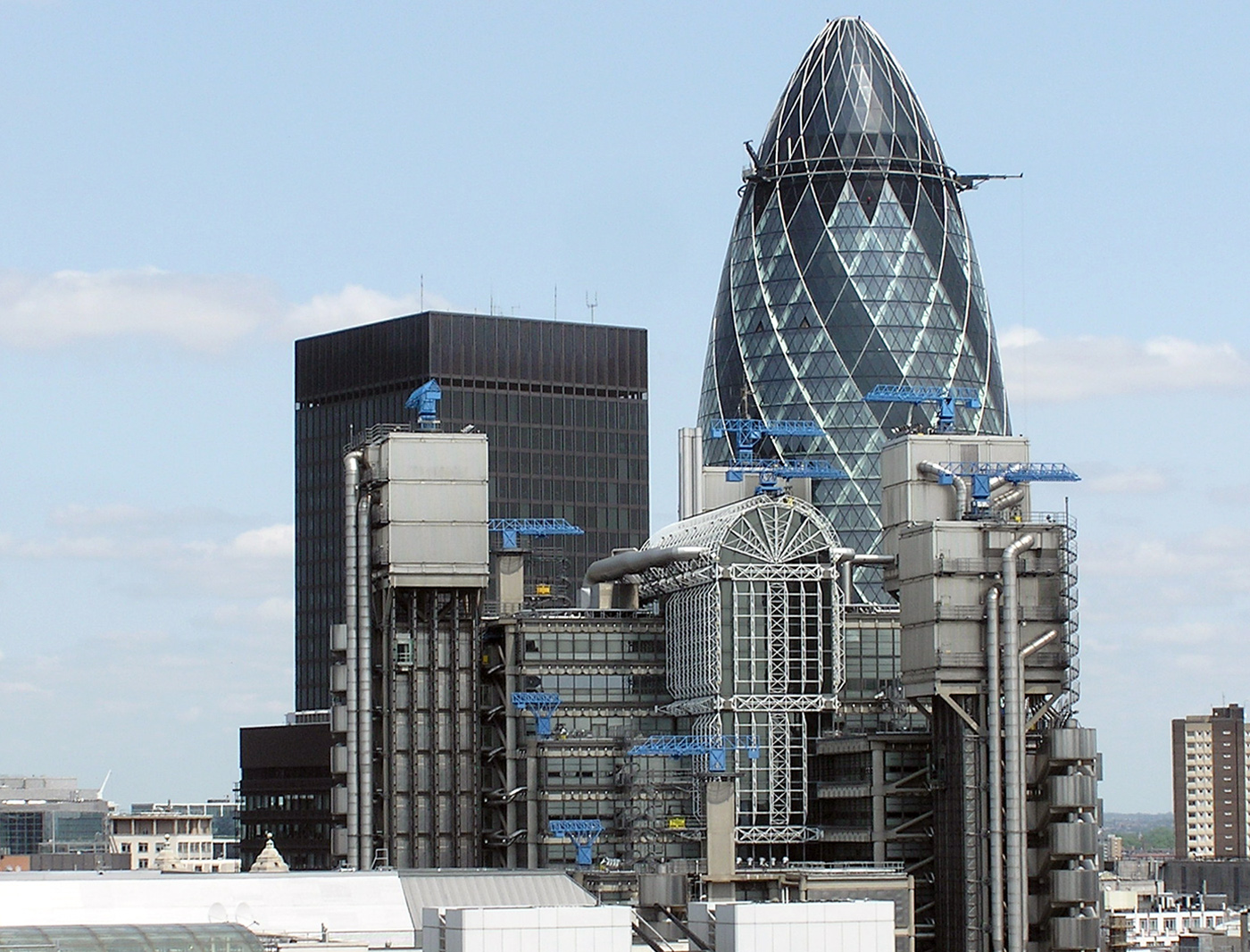
Lloyd’s Building, London (im Vordergrund, mit den blauen Kränen)

Lloyd’s of London mit Sitz in London ist ein internationaler Versicherungsmarkt. Im Gegensatz zu den Konkurrenten im Versicherungs- und Rückversicherungsgeschäft ist Lloyd’s of London keine Firma oder Kapitalgesellschaft, sondern eine Börse, an der mit Versicherungen gehandelt wird.
Lloyd’s of London steht abgesehen von den gemeinsamen Anfängen in Lloyd’s Kaffeehaus in keiner Verbindung zu Lloyd’s Register of Shipping, einem Schiffsregister und einer Klassifikationsgesellschaft.

## Geschichte
Der Anfang von Lloyd’s war ein Kaffeehaus, welches von Edward Lloyd (erstmals erwähnt in einer Anzeige in der London Gazette vom 18. Februar 1688) zuerst in der Londoner Tower Street, dann in der Lombard Street geführt wurde. Wie andere Kaffeehäuser wurde Lloyd’s zum Treffpunkt von Geschäftsleuten, darunter solchen, die bereit waren, Risiken im Bereich der Schifffahrt abzudecken. Es wurde zur Gepflogenheit, einen Versicherungsgeber im Kaffeehaus zu suchen, da dort mehr als ein Anbieter zu finden war. Dies wurde umso attraktiver, als 1720 durch Rechtevergabe ein faktisches Monopol im Bereich der Versicherungsunternehmen entstand und so private Versicherungsgeber eine wichtige Alternative wurden. Edward Lloyd starb 1713, das Kaffeehaus bestand unter dem Namen Lloyd’s weiter.
Im 18. Jahrhundert entwickelte sich Lloyd’s zu einem Zentrum für private Versicherungen. Um 1811 begann die Umwandlung des Kaffeehauses in eine Gesellschaft, so wurden z. B. Agenturen gegründet und ihre Aufgaben festgelegt. Von 1774 bis 1928 residierte Lloyd’s in der Royal Exchange. 1871 wurde der Geschäftsbetrieb von Lloyd’s of London gesetzlich geregelt (Lloyd’s Act). Der Schwerpunkt liegt dabei auf dem individuellen Engagement der Versicherungsgeber.
Seit 1928 befindet sich der Sitz der Institution in eigenen Häusern. Das aktuelle, 1978 bis 1986 errichtete Gebäude ist eine Schöpfung des Architekten Richard Rogers. Der von Robert Adam gestaltete Committee Room im 11. Stock stammt allerdings aus dem Jahr 1763. Er wurde Stein für Stein in das futuristische Hochhaus von Rogers transferiert.

## Lloyd’s als Versicherungsmarkt

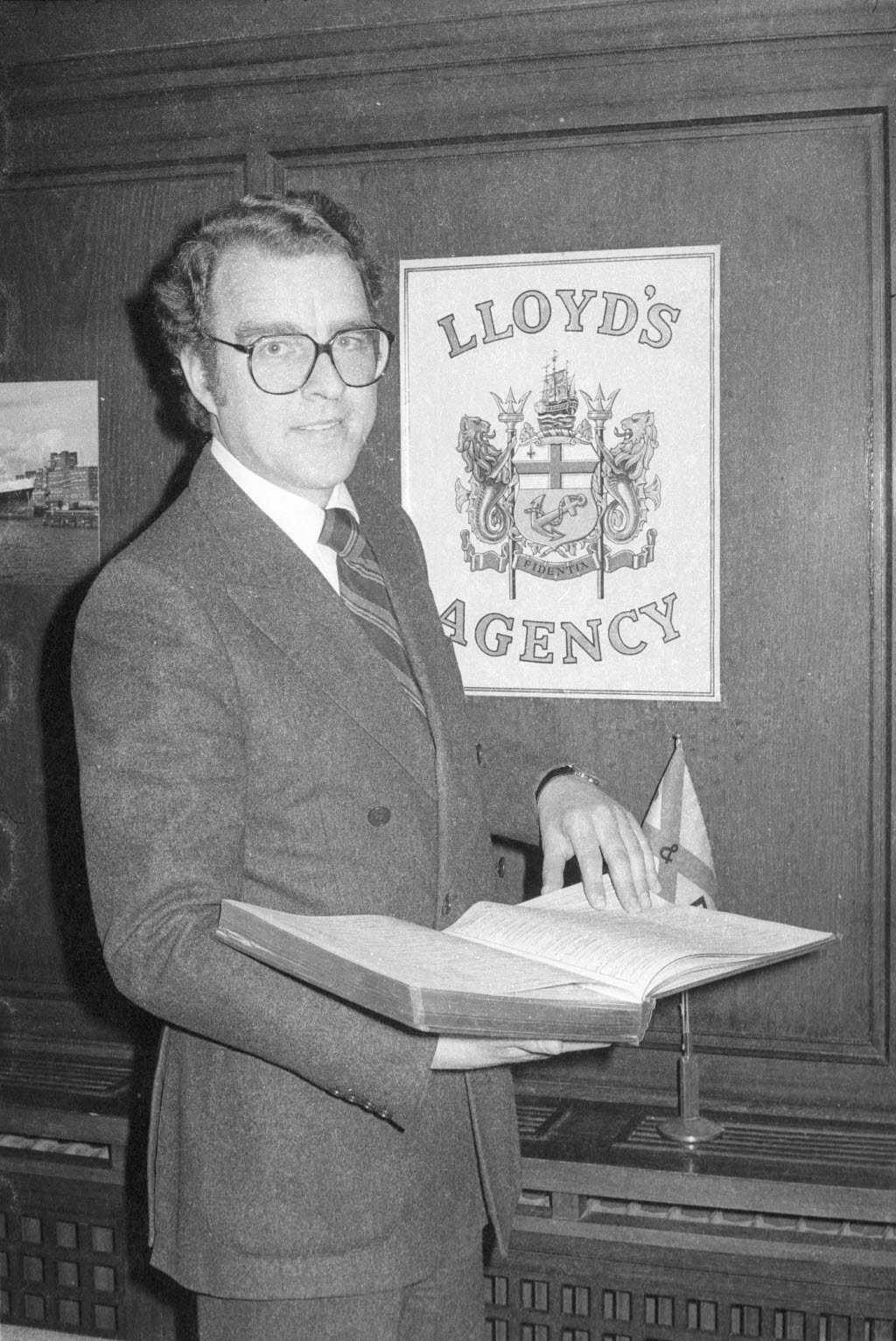
Der Kieler Reedereikaufmann Volkert Knudsen ist auch Agent von Lloyd’s in Schleswig-Holstein (1977). Hinter ihm eine Darstellung des Firmenwappens.

### Vertragspartner
Auf der einen Seite stehen die Versicherungsnehmer, ursprünglich ausschließlich Schiffseigner, die für ein Risiko – z. B. den Fall eines Schiffsuntergangs – Prämien bezahlen. Auf der anderen Seite stehen die Names, quasi die Versicherungsgeber. Tritt der vertraglich definierte Schadensfall ein, sinkt also beispielsweise ein über Lloyd’s versichertes Schiff, werden die Versicherungsnehmer aus dem Privatvermögen der Names bis zur vertraglichen Höhe entschädigt.
Als Names bezeichnet man die Investoren im Versicherungsgeschäft. Sie verpfänden ihr Privatvermögen (haften also persönlich, daher die Bezeichnung) in bestimmter Höhe für bestimmte Risiken, z. B. einzelne Schiffe. Der Vorteil dieses Investments besteht darin, dass die Names ihr Risikokapital – solange der Schadensfall nicht eintritt – weiterhin nutzen können: Immobilien können neben den Versicherungsprämien weiterhin Mieteinnahmen erbringen, Barvermögen kann weiterhin angelegt werden.

### Kodex
Ein Kodex soll die Ansprüche beider Seiten schützen: Die Names müssen auch im Schadensfall vor Verarmung geschützt sein, die Ansprüche der Versicherungsnehmer dürfen nicht durch Parallelgeschäfte der Names gefährdet werden. Ursprünglich geschah dies durch eine gesellschaftliche Auslese: Names mussten ein Barvermögen in ausreichender Höhe besitzen.
Durch die gestiegene Nachfrage nach Versicherungen im 20. Jahrhundert wurden die Regeln komplizierter; theoretisch konnte bald jeder zum Name werden. Ein Kodex aus Regeln zum Schutz beider Seiten entstand: Das eigene Haus wird von Lloyd’s nur als Sicherheit akzeptiert, wenn der Name auch im Schadensfall vor Obdachlosigkeit geschützt ist. Auf der anderen Seite darf der Name Sicherheiten wie Barvermögen nicht durch hochriskante Spekulation gefährden.

### Syndikate
Innerhalb von Lloyd’s wurde das Geschäft auf zahlreiche Syndikate aufgeteilt, die wie konkurrierende Versicherungsgesellschaften nebeneinander agieren. Um Kompetenzzentren zu bilden, haben sich die Syndikate auf Gebiete wie Luftfahrt, Schiffe, Gebäudeversicherungen, Rückversicherungen etc. spezialisiert.
Im Sinne der Diversifikation haben Names ihr Vermögen bei unterschiedlichen Syndikaten für unterschiedliche Projekte verpfändet. Gleichzeitig erforderten hohe Risikosummen (wie bei milliardenteuren Bohrinseln), die durch die Names einzelner Syndikate nicht abgedeckt werden konnten, komplexe Ketten von Rückversicherungsverträgen zwischen Syndikaten, so dass die Names nicht mehr nachvollziehen konnten, für welche Risiken sie hafteten.
Als die Bohrinsel Piper Alpha nach einem Feuer im Jahr 1988 als Totalverlust verbucht werden musste, zeigte sich der Reformbedarf bei Lloyd’s: Die bestehende Kette von Rückversicherungen führte dazu, dass die Gesamtheit der Syndikate infolge des Unglücks ein Mehrfaches des tatsächlichen Schadens abschreiben musste. Der Großschaden führte auch zu einer Überprüfung der teilweise veralteten Verfahren bei Lloyd’s. So waren bis dahin Versicherungsverhältnisse noch handschriftlich in die Bücher eingetragen worden, was die Transparenz herabsetzte.